# Glaucolepis trilobella
Glaucolepis trilobella is een vlinder van de familie van de dwergmineermotten (Nepticulidae). De wetenschappelijke naam is voor het eerst voorgesteld als Trifurcula trilobella door Josef Wilhelm Klimesch in een publicatie uit 1978.

## Verspreiding
De soort komt voor in Griekenland (vasteland, Kreta, Rhodos), Cyprus en Turkije.

## Waardplanten
De rups leeft in en van het blad van Salvia fruticosa (Lamiaceae) en maakt daarin een gekronkelde gangmijn.